# Mount Kempe
Mount Kempe ist ein 3005 m hoher Berg im ostantarktischen Viktorialand. In der Royal Society Range ragt er auf halbem Weg zwischen Mount Huggins und Mount Dromedary auf. 
Teilnehmer der Discovery-Expedition (1901–1904) unter der Leitung des britischen Polarforschers Robert Falcon Scott entdeckten ihn. Scott benannte ihn nach dem Mathematiker Alfred Kempe (1849–1922), dem damaligen Schatzmeister der Royal Society.